# Centre téléphonique József
Le centre téléphonique József (en hongrois : József Telefonközpont) est un édifice situé dans le 8e arrondissement de Budapest.